# SUMMER SUSPICION
「SUMMER SUSPICION」（サマー・サスピション）は、日本のロックバンドである杉山清貴&オメガトライブの楽曲。1983年4月21日にVAPから1枚目のシングルとしてリリースされた。

## 背景
当時、アマチュアバンドだったきゅうてぃぱんちょすが、杉山清貴&オメガトライブとしてデビューするにあたり、アルバム『AQUA CITY』（1983年）に収録される「海風通信」や、シングル「ASPHALT LADY」（1983年）のカップリング曲に収録される「A.D.1959」の2曲が先にレコーディングされ、これらの曲でRVCからデビューという話があったものの結局は流れしまい、プロデューサーでトライアングル・プロダクションの社長だった藤田浩一が「これも悪くないけどもう1曲書いてくれないかな。もうちょっとドメスティックなメロディー、泣き（哀愁感）のあるものにしてほしいんだよね」という依頼で再度制作され、VAPからリリースされたのがこの楽曲である。カップリング曲には、きゅうてぃぱんちょすでのレパートリーだった「フラフラ夏陽気」の歌詞を改変した「渚のSea-dog」が収録された。

## リリース
1983年4月21日にVAPから7インチレコードのみリリースされた。
1988年2月21日に8cmCDのみ再リリースされた。

## チャート成績
オリコンチャートでは発売約1か月後となる1983年5月23日付のチャートで100位に初登場、3か月後の8月22日付でベストテン入りを果たし、27.1万枚の売り上げを記録した。
1983年7月11日に音楽番組『ザ・トップテン』に「話題曲コーナー」、8月4日に『ザ・ベストテン』（TBS系）に「今週のスポットライト」としてそれぞれ初出演を果たし、その後『ザ・トップテン』では8位・10位、『ザ・ベストテン』では9位・10位と、ともに2週ずつランクインした。

## 受賞
シングルがリリースされる約1か月前の3月23日に、中野サンプラザで行われた第12回東京音楽祭の国内大会でこの楽曲を初披露し「ゴールデンアップル賞」（国内大会大賞）を受賞（シルバーアップル賞はM-BAND）、3月27日に日本武道館で行われた世界大会ではTBS賞を受賞した。

## 収録曲
| #         | タイトル             | 作詞      | 作曲      | 編曲      | 時間 |
| --------- | -------------------- | --------- | --------- | --------- | ---- |
| 1.        | 「SUMMER SUSPICION」 | 康珍化    | 林哲司    | 林哲司    | 4:34 |
| 2.        | 「渚のSea-dog」      | SHOW      | 杉山清貴  | 後藤次利  | 3:56 |
| 合計時間: | 合計時間:            | 合計時間: | 合計時間: | 合計時間: | 8:30 |

## リリース履歴
| No. | 日付          | レーベル | 規格            | 規格品番 | 備考         |
| --- | ------------- | -------- | --------------- | -------- | ------------ |
| 1   | 1983年4月21日 | VAP      | 7インチレコード | 10082-07 |              |
| 2   | 1988年2月21日 | VAP      | 8cmCD           | 20022-10 | 再リリース盤 |

## カバー
| 曲名                 | アーティスト         | 収録作品（初出のみ）                               | 発売日         | 備考               | 出典  |
| -------------------- | -------------------- | -------------------------------------------------- | -------------- | ------------------ | ----- |
| 「SUMMER SUSPICION」 | 林哲司               | アルバム『TIME FLIES』                             | 1988年4月21日  | セルフカバー       | [ 5 ] |
| 「SUMMER SUSPICION」 | Joey McCoy & Friends | アルバム『Summer Time Memories〜ふたりの夏物語〜』 | 1992年4月22日  | 英語詞によるカバー | [ 6 ] |
| 「SUMMER SUSPICION」 | 杉山清貴             | ライブ・アルバム『I WANNA HOLD YOU AGAIN』         | 1993年10月25日 | セルフカバー       | [ 7 ] |